# Reutte (gemeente)
Reutte is de belangrijkste gemeente in de Außerfern, in het gelijknamige district in de Oostenrijkse deelstaat Tirol. Reutte vormt een agglomeratie met Lechaschau, dat aan de andere zijde van de Lech gelegen is.

## Economie en infrastructuur
De marktgemeente heeft een belangrijke regiofunctie op het gebied van onderwijs en werkgelegenheid. Verreweg het grootste deel van de bevolking is werkzaam in de dienstverleningssector. Reutte is zowel voor zomer- als wintertoerisme een geliefd oord.
Ook de metaalverwerkende en textielindustrie spelen een belangrijke rol, evenals de opwekking van elektriciteit. Reutte is zowel vanuit Duitsland als Oostenrijk per trein te bereiken.

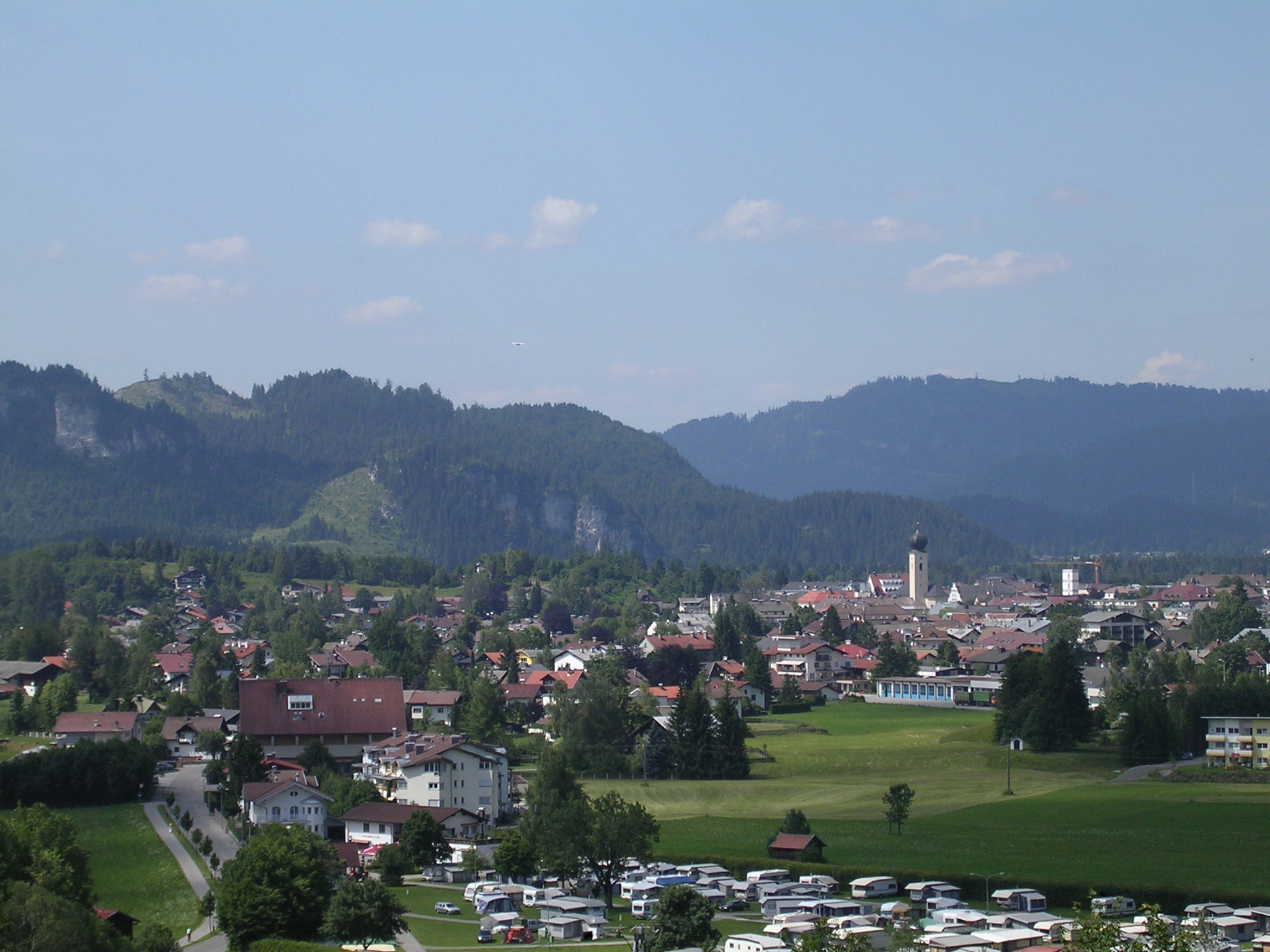
Blik op Reutte

## Bezienswaardigheden
Bezienswaardigheden in de gemeente zijn de huizen met gevelschilderingen in het centrum, de burchtruïne Ehrenberg en diverse meren (Urisee, Frauensee, Plansee, Heiterwanger See).